# Neodexiopsis pectoralis
Neodexiopsis pectoralis är en tvåvingeart som först beskrevs av Huckett 1934.  Neodexiopsis pectoralis ingår i släktet Neodexiopsis och familjen husflugor. Inga underarter finns listade i Catalogue of Life.